# Ejido la Arrocera
Ejido la Arrocera är en ort i Mexiko.   Den ligger i kommunen Culiacán och delstaten Sinaloa, i den västra delen av landet, 1 000 km nordväst om huvudstaden Mexico City. Ejido la Arrocera ligger 10 meter över havet och antalet invånare är 987.
Terrängen runt Ejido la Arrocera är mycket platt. Runt Ejido la Arrocera är det ganska tätbefolkat, med 155 invånare per kvadratkilometer. Närmaste större samhälle är Villa de Costa Rica, 14,2 km norr om Ejido la Arrocera. Trakten runt Ejido la Arrocera består till största delen av jordbruksmark.